# エコ投資
| ウィキペディアには「エコ投資」という見出しの百科事典記事はありません（タイトルに「エコ投資」を含むページの一覧/「エコ投資」で始まるページの一覧）。 代わりにウィクショナリーのページ「エコ投資」が役に立つかもしれません。 |